# La Magdalena Tlaltelulco
La Magdalena Tlaltelulco es una localidad del estado mexicano de Tlaxcala. Es cabecera del municipio de La Magdalena Tlaltelulco.

## Demografía
| Censo | Población |
| ----- | --------- |
| 1995  | 12 174    |
| 2000  | 13 697    |
| 2005  | 15 046    |
| 2010  | 16 834    |
| 2020  | 19 036    |